# Cordon (Haute-Savoie)
Cordon ist eine französische Gemeinde im Département Haute-Savoie in der Region Auvergne-Rhône-Alpes.

## Geographie
Cordon liegt auf 871 m, oberhalb von Sallanches, etwa 50 Kilometer südöstlich der Stadt Genf (Luftlinie). Das Dorf erstreckt sich an aussichtsreicher Lage mit Blick auf den Mont Blanc am westlichen Hang des Arvetals, rund 300 m über dem Talbecken von Sallanches, in den Savoyer Alpen am Ostfuß der Chaîne des Aravis, im südöstlichen Faucigny.
Die Fläche des 22,35 km² großen Gemeindegebiets umfasst einen Abschnitt des oberen Arvetals. Das Gebiet wird im Norden vom Tal des Bergbachs Sallanches, im Süden von demjenigen des Torrent de la Croix begrenzt. Es erstreckt sich von der Hangterrasse bei Cordon nach Westen auf den Höhenrücken von Croix de la Tête und Croix du Planet (1826 m). Daran schließt weiter im Westen die Croisse Baulet (2236 m) an. Ein schmaler Zipfel reicht über den Bergpass Col de Niard in das Quellgebiet der Arrondine und bis auf die Tête Pelouse, einen Gipfel der Chaîne des Aravis, auf dem mit 2539 m die höchste Erhebung von Cordon erreicht wird.
Zu Cordon gehören verschiedene Weiler- und Feriensiedlungen sowie Einzelhöfe. Nachbargemeinden von Cordon sind Sallanches im Norden und Osten, La Giettaz im Süden sowie La Clusaz im Westen.

## Geschichte
Auf dem Gemeindegebiet von Cordon wurden Spuren einer Besiedlung durch die Allobroger entdeckt. Erstmals urkundlich erwähnt wird der Ort im 15. Jahrhundert.

## Sehenswürdigkeiten
Sehenswert ist die Dorfkirche Notre-Dame-de-l’Assomption, die von 1781 bis 1787 im Barockstil erbaut wurde. Sie besitzt eine reiche Ausstattung, darunter einen barocken Altar aus dem 18. Jahrhundert. Die Kapelle Notre-Dame stammt aus der Zeit um 1700. Im alten Ortskern sind verschiedene charakteristische Häuser im savoyischen Baustil erhalten.

## Bevölkerung
| Jahr                       | 1962 | 1968 | 1975 | 1982 | 1990 | 1999 | 2004 |
| Einwohner                  | 510  | 581  | 629  | 701  | 766  | 881  | 983  |
| Quellen: Cassini und INSEE |      |      |      |      |      |      |      |

Mit 984 Einwohnern (Stand 1. Januar 2022) gehört Cordon zu den kleinen Gemeinden des Département Haute-Savoie. Seit Beginn der 1960er Jahre wurde dank der attraktiven Wohnlage eine deutliche Bevölkerungszunahme verzeichnet. Außerhalb des Ortskerns wurden zahlreiche Einfamilienhäuser gebaut.

## Wirtschaft und Infrastruktur
Cordon war bis weit ins 20. Jahrhundert hinein ein vorwiegend durch die Landwirtschaft geprägtes Dorf. Heute gibt es verschiedene Betriebe des Kleingewerbes. Viele Erwerbstätige sind Wegpendler, die in den größeren Ortschaften der Umgebung, vor allem in Sallanches und Cluses, ihrer Arbeit nachgehen. In den letzten Jahrzehnten hat sich Cordon zu einem Ferienort entwickelt. Die Gemeinde ist sowohl auf den Sommertourismus als auch auf den Wintertourismus (verschiedene Bergbahnen und Skilifte) spezialisiert.
Die Ortschaft ist verkehrsmäßig gut erschlossen. Die Hauptzufahrt erfolgt von Sallanches; eine weitere Straßenverbindung besteht mit Combloux. Der nächste Anschluss an die Autobahn A40 befindet sich in einer Entfernung von rund sechs km.